# Knipowitschia panizzae
 Knipowitschia panizzae és una espècie de peix de la família dels gòbids i de l'ordre dels perciformes.

## Morfologia
Els mascles poden assolir els 5,5 cm de longitud total.

## Distribució geogràfica
Es troba a Albània, Grècia, Itàlia i al territori de l'antiga Iugoslàvia.